# Джеджелава Гайоз Іванович
Гайоз Іванович Джеджелава (29 грудня 1914 (11 січня 1915), Тифліс, Тифліська губернія, Російська імперія — 16 березня 2005) — радянський футболіст, правий крайній нападник. Заслужений майстер спорту (1946). 

## Біографія
Виступав у тбіліських командах паровозного депо, «Локомотив» і «Динамо». Яскравий футболіст довоєнного радянського футболу. На високому рівні володів технікою дриблінга, точним і потужним ударом, мав високу стартову швидкість.
За «Динамо» у чемпіонаті СРСР зіграв 144 матчі, забив 61 м'яч. Зробив три хет-трики: 12 травня 1939 у грі з «Динамо» (Москва), 8 травня 1940 р. у матчі проти ленінградського «Динамо» (найшвидший хет-трик для футболіста) і 6 липня 1948 року в матчі з московськими «торпедівцями».
Влітку 1937 року, збірна Басконії провела в СРСР дев'ять матчів. Гайоз Джеджелава грав проти басків у складі збірної Грузії. Матч відбувся 30 липня у Тбілісі і завершився перемогою гостей з рахунком 3:1 (забивали Лангара (2), Алонсо — Пайчадзе).
У 1950 році прийняв пропозицію від Василя Сталіна очолити команду Військово-повітряних сил Московського воєнного округу. Разом з ним до Москви поїхав і молодший брат Спартак. По паперам Джеджелава очолював і хокейну команду клуба, але фактично нею керував Всеволод Бобров. Потім був старшим тренером «Динамо» (Тбілісі), збірної Грузинської РСР, тренером тбіліських «Локомотива» і «Спартака». Працював інженером-механіком, директором заводу будматеріалів.

## Нагороди
— орден «Знак Пошани» (1941)
 — орден Червоної Зірки (1946)
 — орден «Знак Пошани» (1950)
 — орден «Знак Пошани» (1957)
 — орден Трудового Червоного Прапора (1972)

## Досягнення

### Гравця
- Другий призер чемпіонату СРСР (2): 1939, 1940.
- Третій призер чемпіонату СРСР (2): 1946, 1947.
- Входить до списку 100 бомбардирів радянського футболу (71 місце).
- У списку 55 кращих футболістів — 1 раз (№ 1, 1938).

Входить до символічної збірної радянського футболу 30-х років (версія тижневика «Футбол-хоккей»):
| Воротар: Анатолій Акимов. Захисники: Олександр Старостін, Василь Соколов. Півзахисники: Станіслав Леута, Андрій Старостін, Віктор Федоров. Нападники: Гайоз Джеджелава, Михайло Якушин, Володимир Степанов, Василь Павлов, Сергій Ільїн. |

### Тренера
Спартакіада народів СРСР: 2-е місце (1956 — зі збірною Грузинської РСР)